# Berberomeloe
Berberomeloe là một chi bọ cánh cứng trong họ Meloidae.
Chi này được miêu tả khoa học năm 1989 bởi Bologna.

## Các loài
Các loài trong chi này gồm:
- Berberomeloe insignis (Charpentier, 1818)
- Berberomeloe majalis (Linnaeus, 1758)